# بيات (قرة باشلو)
بيات (بالفارسية: بیات) هي قرية تقع في إيران في قسم قرة باشلو الريفي. يقدر عدد سكانها بـ 94 نسمة بحسب إحصاء 2016.